# Lipiny Górne-Borowina
Lipiny Górne-Borowina is een plaats in het Poolse district  Biłgorajski, woiwodschap Lublin. De plaats maakt deel uit van de gemeente Potok Górny en telt 532 inwoners.